# うめざわしゅん
うめざわ しゅん（1978年12月13日 - ）は、日本の漫画家。

## 経歴
千葉県出身。1998年大学在学中にヤングサンデー増刊の読み切り『ジェラシー』で漫画家としてデビュー。2006年ヤングサンデー掲載短編連作をまとめた『ユートピアズ』を刊行（内『どつきどつかれて生きるのさ』、『ヘイトウイルス』の2作品が世にも奇妙な物語原作として使用される）。作品集『パンティストッキングのような空の下』が「このマンガがすごい!」2017（宝島社）のオトコ編第4位にランクインした。2022年『ダーウィン事変』連載開始し、同年「マンガ大賞2022」大賞受賞。他作に『一匹と九十九匹と』『ピンキーは二度ベルを鳴らす』『えれほん』など。弟は漫画家の福星英春。